# Nastri d'argento 1973
Els Nastri d'argento 1973 foren la 28a edició de l'entrega dels premis Nastro d'Argento (Cinta de plata) que va tenir lloc el 1973.

## Guanyadors

### Millor productor
- Alberto Grimaldi – pel conjunt de la producció

### Millor director
- Bernardo Bertolucci - L'últim tango a París

### Millor argument original
- Alberto Bevilacqua - Questa specie d'amore

### Millor guió
- Alberto Bevilacqua - Questa specie d'amore

### Millor actor protagonista
- Giancarlo Giannini - Mimì metallurgico ferito nell'onore

### Millor actriu protagonista
- Mariangela Melato - Mimì metallurgico ferito nell'onore

### Millor actriu no protagonista
- Lea Massari - La prima notte di quiete

### Millor actor no protagonista
- Mario Carotenuto - Lo scopone scientifico

### Millor actor debutant
- Luigi Squarzina - Il caso Mattei

### Millor banda sonora
- Guido De Angelis i Maurizio De Angelis - ...più forte ragazzi!

### Millor fotografia
- Ennio Guarnieri - Fratello sole, sorella luna

### Millor vestuari
- Danilo Donati - Roma

### Millor escenografia
- Danilo Donati - Roma

### Millor pel·lícula estrangera
- Stanley Kubrick - La taronja mecànica (A Clockwork Orange)

### Millor curtmetratge
- Emanuele Luzzati i Giulio Gianini - Pulcinella

### Millor productor de curtmetratge
- Corona Cinematografica – pel conjunt de la seva producció